# Kent (Washington)
Kent és una població dels Estats Units a l'estat de Washington. Segons el cens del July 1, 2009 tenia 85.631 habitants.

## Demografia
Segons el cens del 2000, Kent tenia 79.524 habitants, 31.113 habitatges, i 19.601 famílies. La densitat de població era de 1.095,4 habitants per km².
Dels 31.113 habitatges en un 35,5% hi vivien nens de menys de 18 anys, en un 45,1% hi vivien parelles casades, en un 12,8% dones solteres, i en un 37% no eren unitats familiars. En el 28,5% dels habitatges hi vivien persones soles el 5,8% de les quals corresponia a persones de 65 anys o més que vivien soles. El nombre mitjà de persones vivint en cada habitatge era de 2,53 i el nombre mitjà de persones que vivien en cada família era de 3,15.
Per edats la població es repartia de la següent manera: un 27,7% tenia menys de 18 anys, un 10,3% entre 18 i 24, un 35% entre 25 i 44, un 19,6% de 45 a 60 i un 7,3% 65 anys o més.
L'edat mediana era de 33,8 anys. Per cada 100 dones de 18 o més anys hi havia 96,2 homes.
La renda mediana per habitatge era de 50.053 $ i la renda mediana per família de 67.083 $. Els homes tenien una renda mediana de 43.136 $ mentre que les dones 36.995 $. La renda per capita de la població era de 21.390 $. Aproximadament el 8,7% de les famílies i l'11,6% de la població estaven per davall del llindar de pobresa.

## Poblacions més properes
El següent diagrama mostra les poblacions més properes.